# Józef Wawrzyniak

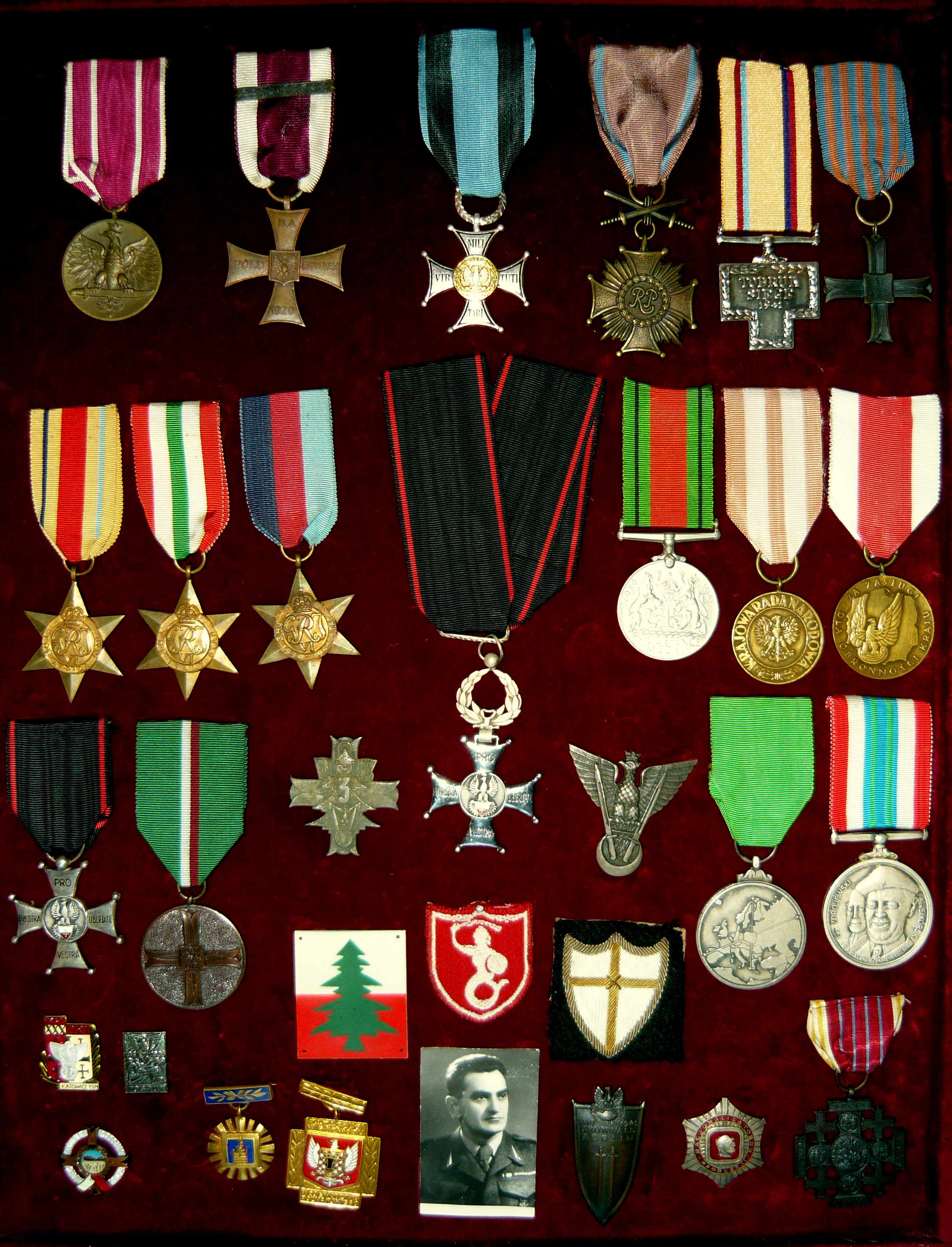
Ordery i odznaczenia Józefa Wawrzyniaka

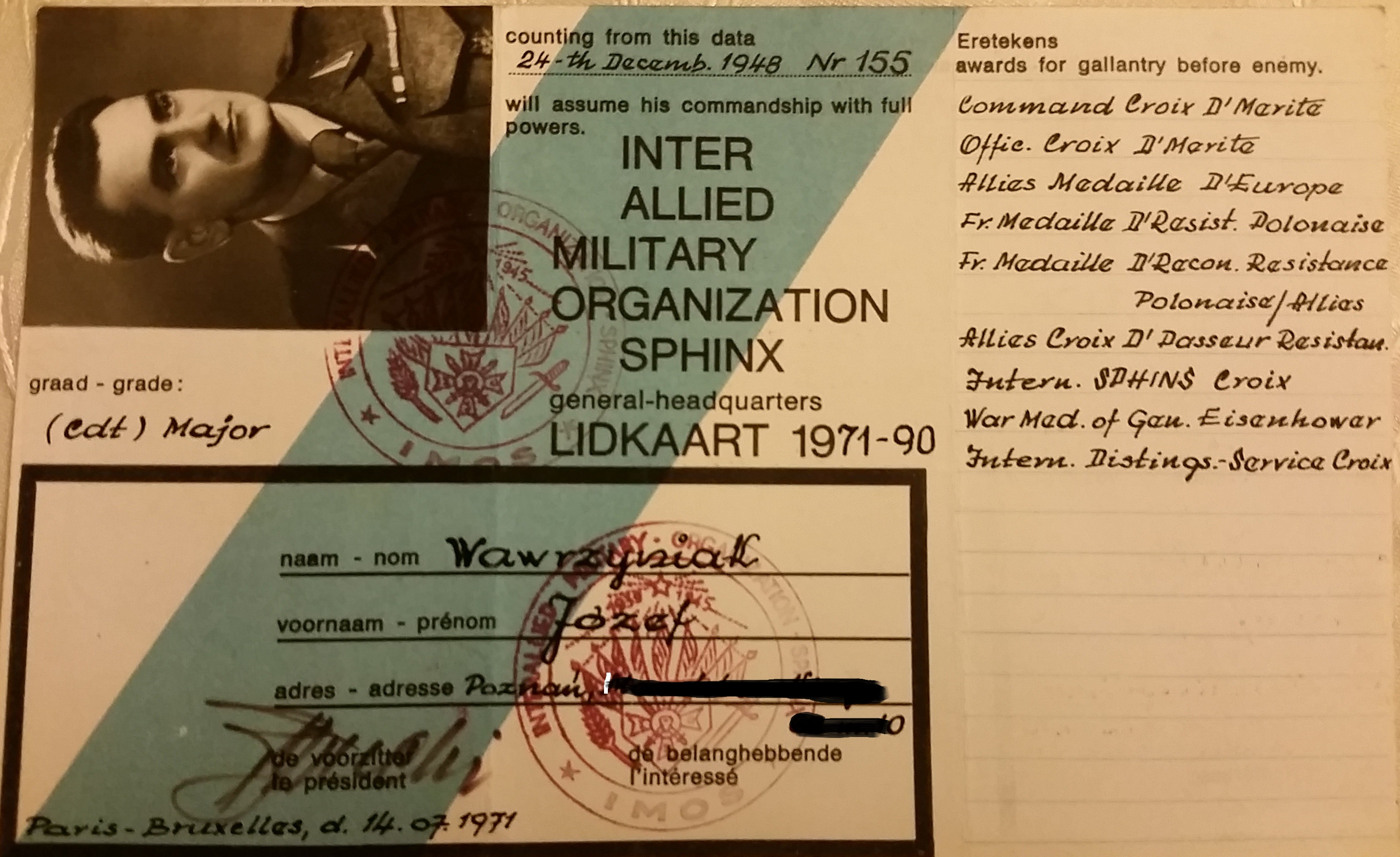
Legitymacja odznaczeń Inter Allied Military Organization Sphinx

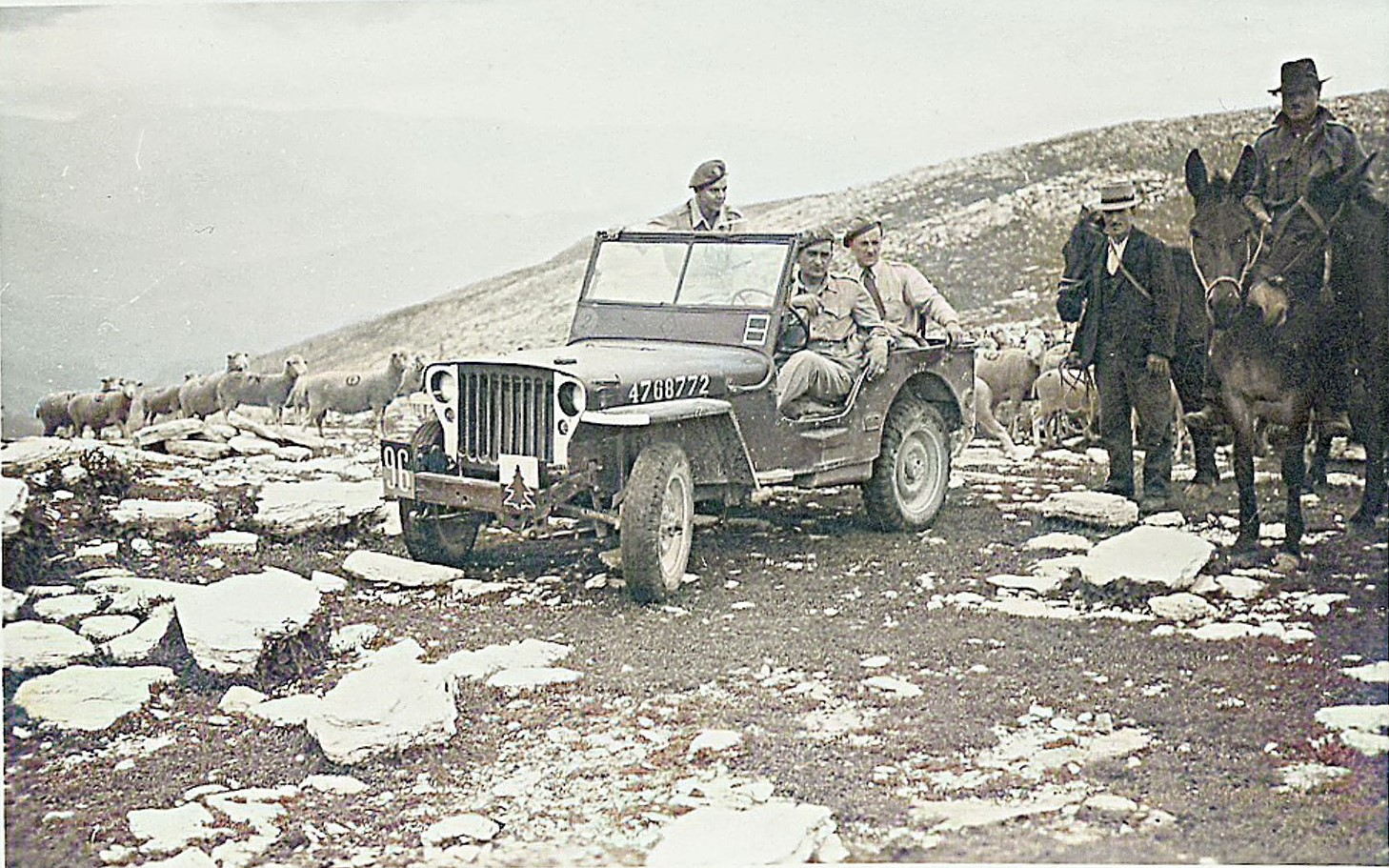
Józef Wawrzyniak za kierownicą Willys MB

Józef Wawrzyniak (ur. 1 czerwca 1910 w Lasku, zm. 4 listopada 1980 w Poznaniu) – major Polskich Sił Zbrojnych, kawaler Orderu Virtuti Militari.
Syn Adama i Marii z Sroczyńskich.

## Życiorys

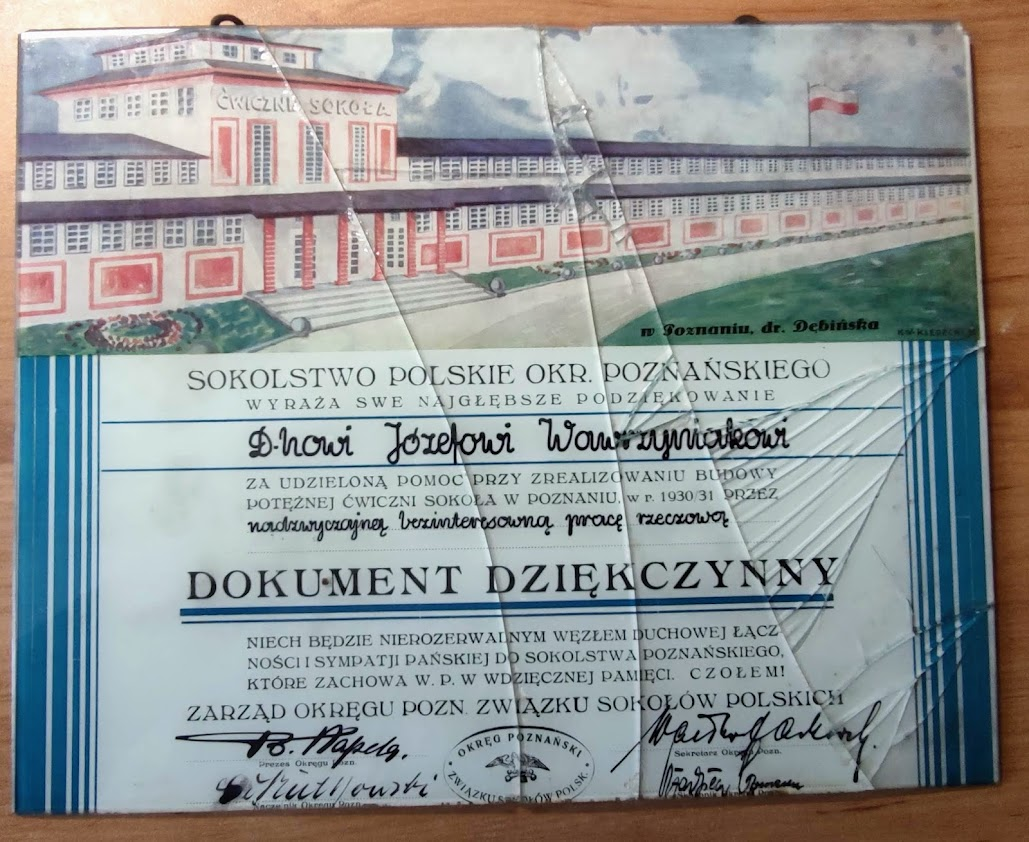
Podziękowania dla druha Józefa Wawrzyniaka (T.G. Sokół Lasek) za udzieloną pomoc przy zrealizowaniu budowy ćwiczni w Poznaniu w roku 1930/31.

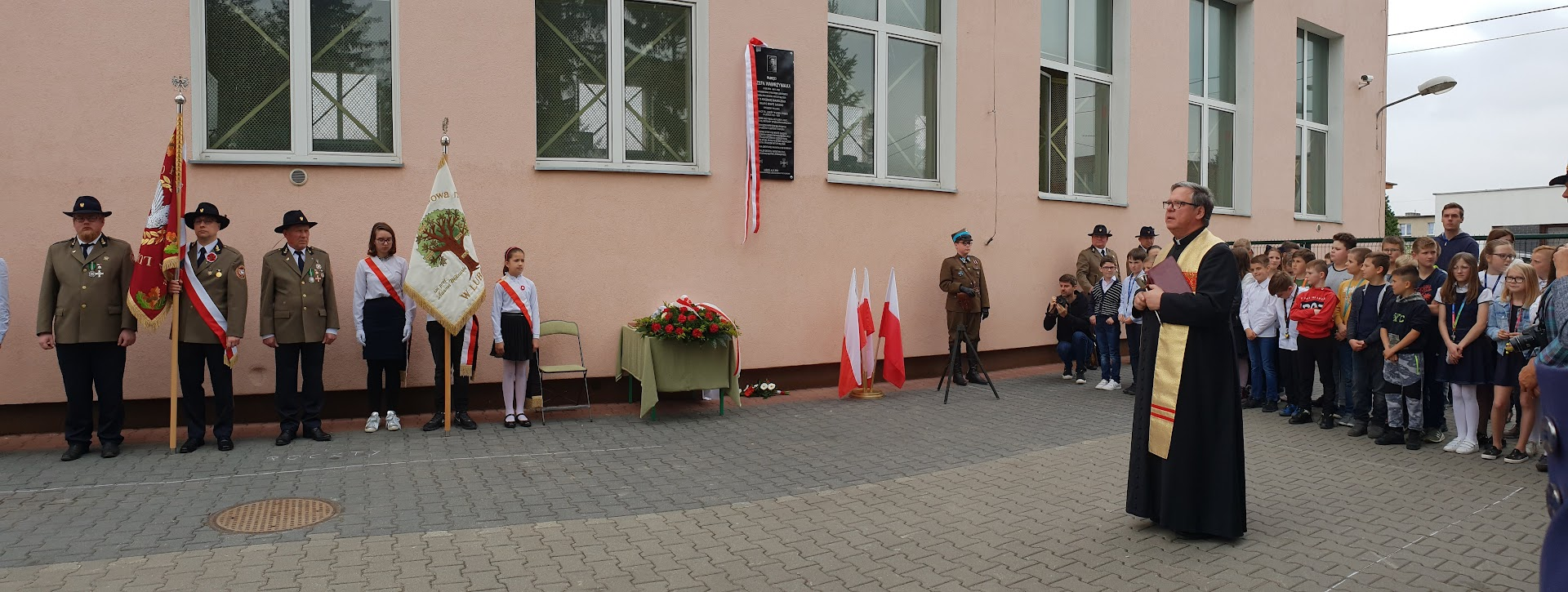
Sala Gimnastyczna Szkoły Podstawowej nr 4 w Luboniu w dniu odsłonięcia tablicy upamiętniającej J. Wawrzyniaka 17 maja 2019 r. Przed II Wojną Światową sala była ćwicznią T.G. Sokół w Lasku.

Przed wybuchem II wojny światowej pracował w redakcji „Kurier Poznański”, jednocześnie zaangażowany w działalność społeczną, głównie w Towarzystwie Gimnastycznym Sokół, gniazdo w Lasku. Brał czynny udział na przełomie 1930/31 r. w budowie potężnej ćwiczni dla Towarzystwa Gimnastycznego "Sokół" w Poznaniu. W 1931 roku został wybrany prezesem T.G. Sokół gniazdo w Lasku. Pod budowę boiska oraz sali gimnastycznej przeznaczył własną działkę budowlaną. Zainicjował zbiórkę na realizację budowy, z których to środków społecznych zrealizowana została budowa boiska oraz sali (obecnie to sala gimnastyczna dla Szkoły Podstawowej nr 4 im. prof. Adama Wodziczki w Luboniu.

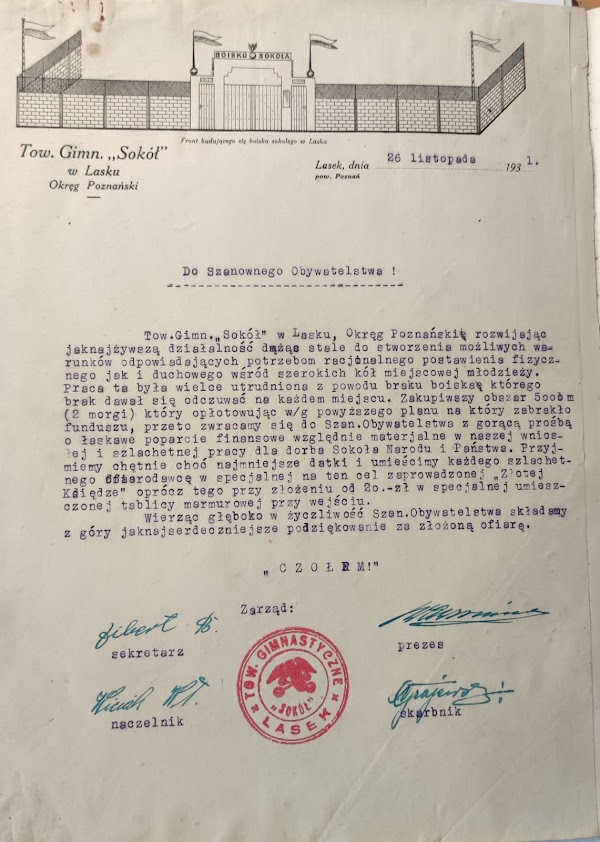
Prośba o wsparcie T.G. "Sokół" w Lasku w budowie zaplecza do prowadzenia działalności w miejscu.

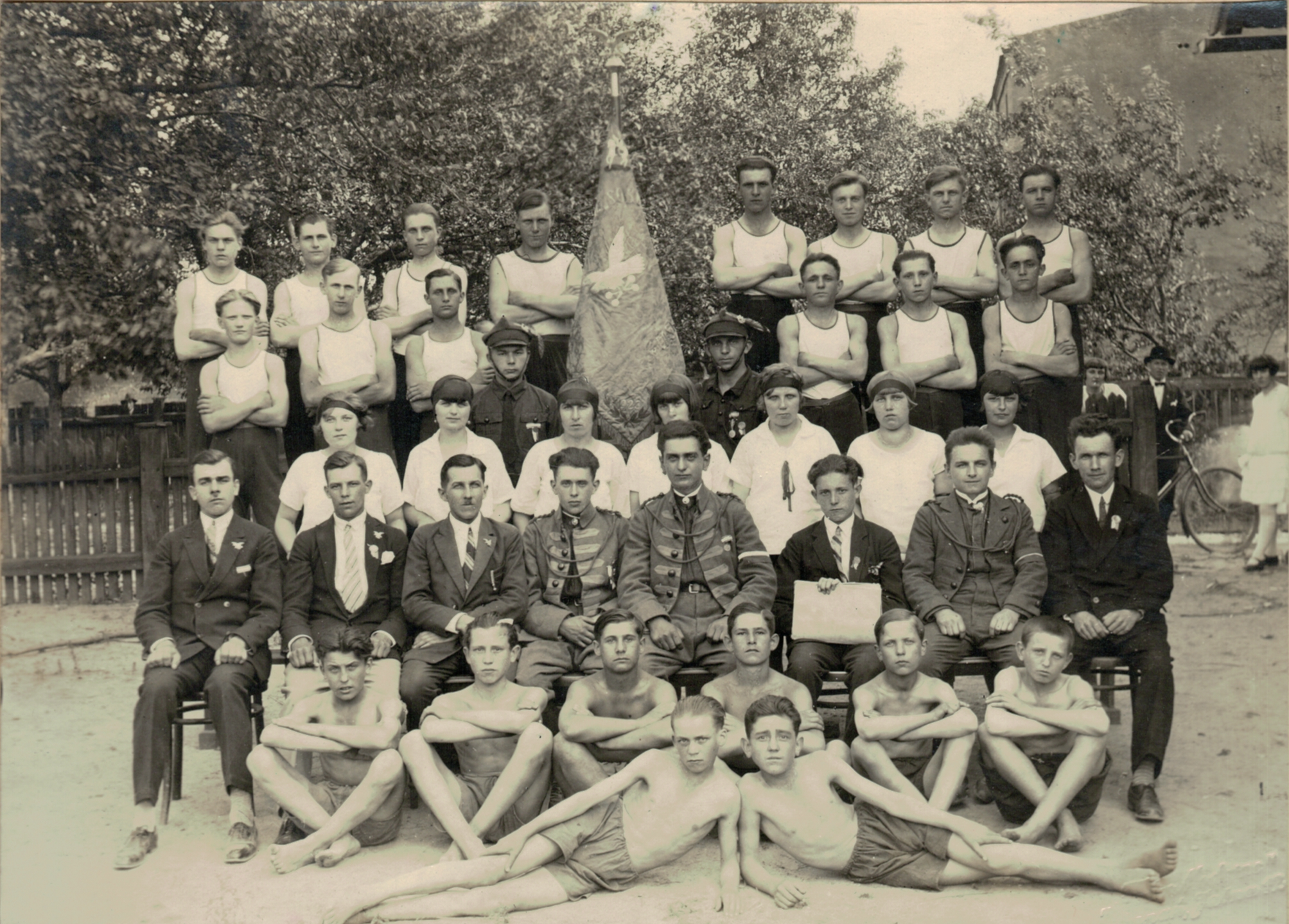
Towarzystwo Gimnastyczne "Sokół" w Lasku, w środku siedzi Józef Wawrzyniak. (1932 rok).

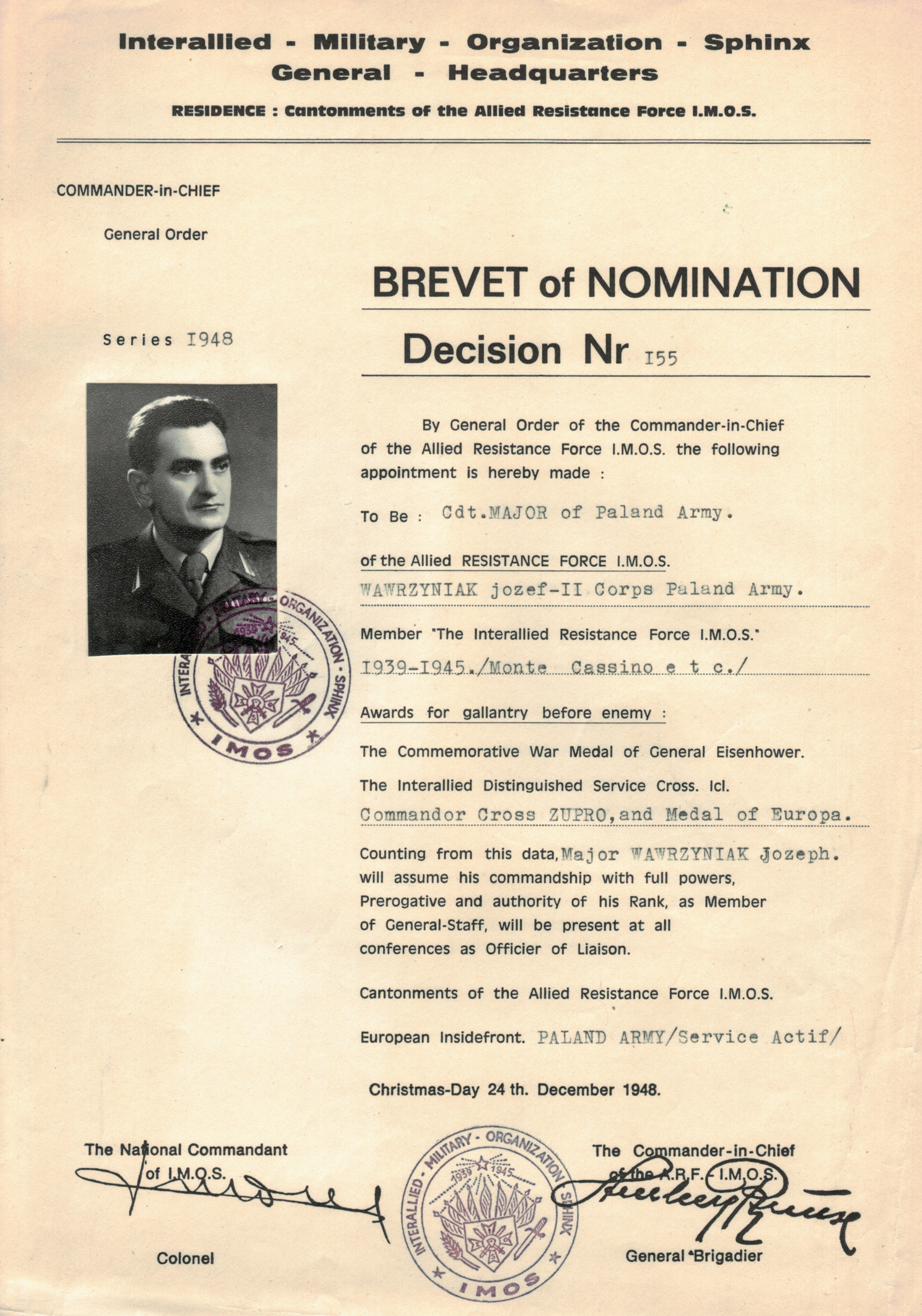
Nominacja do stopnia majora.

Po wybuchu II wojny światowej ewakuowany wraz z pracownikami „Kuriera Poznańskiego” na Węgry i do Francji, gdzie jeszcze zaangażowany był w działalność konspiracyjną (odznaczenia Krzyż Komandorski „Pro Et Nostra Libertate Vestra”, Krzyż Kawalerski „Pro Et Nostra Libertate Vestra”- ZUPRO).

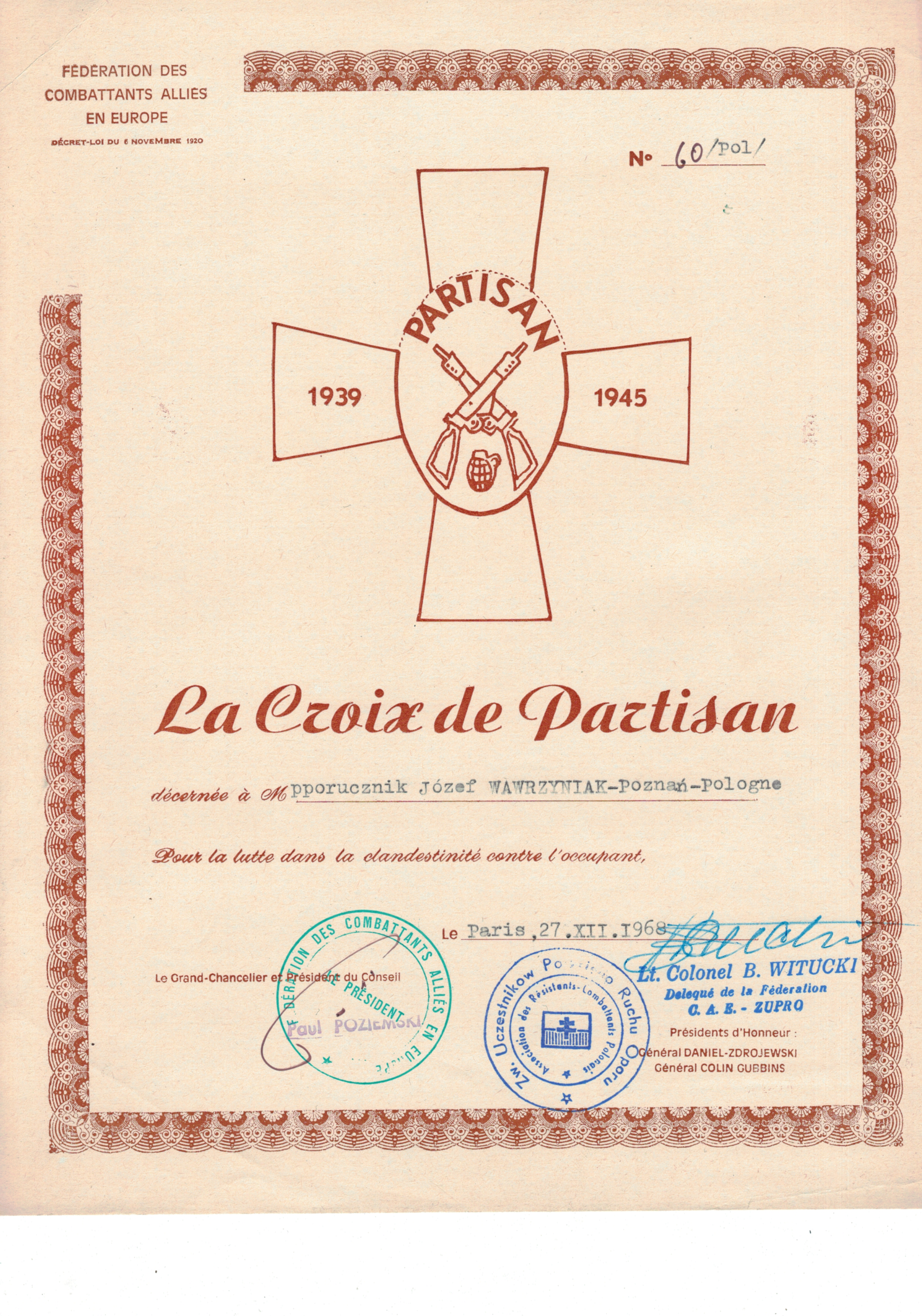
Udział w ruchu oporu.

Następnie przez Jugosławię, Grecję i Turcję dociera do Syrii gdzie ochotniczo wstąpił w szeregi organizującej się Samodzielnej Brygady Strzelców Karpackich. Brał udział w walkach w Palestynie, Egipcie w Libii i Tobrukiem przynależąc do dywizjonu przeciwpancernego.
Od 14 kwietnia do 16 sierpnia 1942 był uczniem Szkoły Podchorążych Rezerwy Piechoty w Centrum Wyszkolenia Broni i Służb. Szkołę „ukończył z wynikiem pomyślnym”.
Później w bitwie o Monte Cassino w szeregach 3 Karpackiego Pułku Artylerii Przeciwpancernej. Za akcję przetransportowania ciężkich dział na wzgórze nr 324, z którego można było ostrzeliwać pozycje niemieckie oraz wzgórze klasztorne na Monte Cassino, został po wojnie odznaczony orderem Virtuti Militari. 
Melchior Wańkowicz poświęcił mu kilka zdań w swojej książce pt. Bitwa o Monte Cassino. 
Z Anglii wrócił do Polski w maju 1947 roku. 
Po wojnie osiedlił się w Poznaniu, gdzie zakupił działkę z zgliszczami kamienicy, którą odbudował z ruin w 1951 r. Po zakończeniu odbudowy podjął pracę fizyczną w warsztatach Zjednoczenia Robót Inżynieryjnych Budownictwa Miejskiego, gdzie wkrótce w uznaniu zasług awansowano go na stanowisko brygadzisty (odznaczenie: "Racjonalizatora Produkcji").
Poświęcił się również działalności kombatanckiej. Przybliżał historię bitwy pod Monte Cassino na spotkaniach z młodzieżą szkolną, co nie było mile widziane przez władze PRL i po kilku latach zabroniono kolejnych prelekcji. Józef Wawrzyniak był obserwowany przez SB aż do śmierci.
Zmarł 4 listopada 1980. Został pochowany na cmentarzu parafialnym w Wirach.

## Ordery i odznaczenia
- Krzyż Srebrny Orderu Virtuti Militari
- Krzyż Walecznych (dwukrotnie)
- Brązowy Krzyż Zasługi z Mieczami
- Medal Wojska
- Złoty Medal „Za zasługi dla obronności kraju”
- Medal Zwycięstwa i Wolności 1945
- Krzyż Pamiątkowy Monte Cassino
- Krzyż Komandorski Zasługi Związku Uczestników Polskiego Ruchu Oporu (ZUPRO)„Pro Et Nostra Libertate Vestra”
- Krzyż Kawalerski Zasługi Związku Uczestników Polskiego Ruchu Oporu (ZUPRO) „Pro Et Nostra Libertate Vestra”
- Medal Pamiątkowy Bitwy pod Monte Cassino 1944–1969
- Medal Pamiątkowy Europy
- Medal Wdzięczności Armii Polskiej i Polskiego Ruchu Oporu (wersja franc.)
- Odznaka Grunwaldzka
- Odznaka Honorowa Miasta Poznania
- Odznaka Pamiątkowa 3 Dywizji Strzelców Karpackich
- Odznaka Pamiątkowa Samodzielnej Brygady Strzelców Karpackich
- Odznaka honorowa „Za Zasługi w Rozwoju Województwa Poznańskiego”
- Odznaka „Zasłużony Racjonalizator Produkcji”
- Gwiazda Afryki (Wielka Brytania)
- Gwiazda Italii (Wielka Brytania)
- Gwiazda za Wojnę 1939–1945 (Wielka Brytania)
- Medal Obrony (Wielka Brytania)
- Medal Oblężenia Tobruku (Australia)
- Krzyż Pielgrzyma (Jerozolima)

## Upamiętnienie
17 maja 2019 w Szkole Podstawowej nr 4 im. prof. Adama Wodziczki w Luboniu została odsłonięta tablica pamięci Józefa Wawrzyniaka.

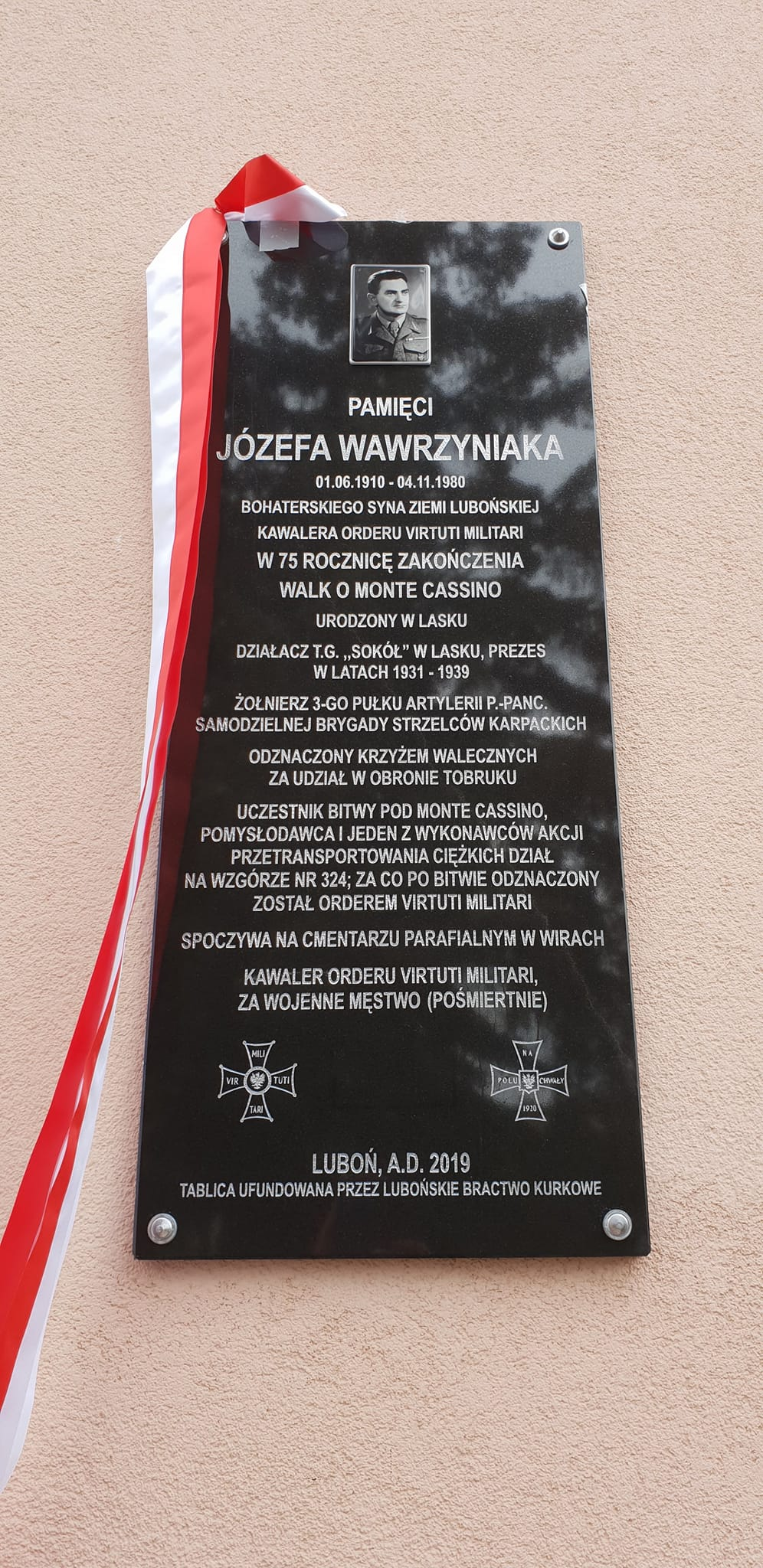
Tablica upamiętniająca Józefa Wawrzyniaka na terenie Szkoły Podstawowej nr 4 w Luboniu.